# Echoes of Swing
Die Echoes Of Swing sind ein internationales Quartett des traditionellen und des Mainstream Jazz, das seit 1998 aus Colin T. Dawson (Trompete), Chris Hopkins (Altsaxophon, Klarinette, Leitung), Bernd Lhotzky (Piano) und Oliver Mewes (Schlagzeug) besteht.

## Geschichte
Ursprünglich waren die Musiker 1997 zu einer spontanen Jamsession zusammengekommen; Hopkins gründete 1998 die Band und trat mit ihr zum ersten Mal beim internationalen Jazzfestival JazzAscona auf. Das Quartett hatte sich stilistisch zunächst dem Jazz der 1920er und 1930er Jahre verschrieben, aber in den letzten Jahren auch in Richtung Bebop geöffnet.
Die Combo präsentiert auch Eigenkompositionen und besticht durch eine witzige Bühnenshow. Tourneen mit mehr als 1000 Konzerten gab die Band überall in Europa ebenso wie in Nordamerika, Japan, Neuseeland und sogar in der Südsee.

## Preise und Auszeichnungen
Die Gruppe erhielt 2011 den Swinging Hamburg Jazz-Award. Hopkins wurde 2013 mit den Echoes of Swing vom Park-Lane-Jazz-Club Osnabrück als Keeper of the Flame geehrt und 2017 mit dem Jazz-Pott Award. Das Album Message from Mars wurde unter anderem mit dem Prix de l’Académie du Jazz und mit dem Preis der deutschen Schallplattenkritik ausgezeichnet.

## Diskographie
- Harlem Reflections (1998)[2]
- Harlem Joys (2000)[2]
- You've Got to be Modernistic (2002)[2]
- Echoes of Swing Orchestra: The Fusion (2004)
- 4 Jokers in the Pack (2006)[2]
- Message from Mars (2012; Preis der deutschen Schallplattenkritik, Prix de l’Académie du Jazz)[2]
- Blue Pepper (ACT 2013)
- Dancing (ACT 2015)
- BIX – A Tribute to Bix Beiderbecke (ACT 2016, mit Dawson, Hopkins, Lhotzky, Mewes, Shannon Barnett, Henning Gailing, Mulo Francel, Pete York sowie Émile Parisien)
- Travelin’ (ACT 2018)
- Winter Days at Schloss Elmau (ACT 2019, mit Dawson, Hopkins, Lhotzky, Mewes, Rebecca Kilgore, Henning Gailing sowie Rolf Marx)